# Desenvolvimento da doutrina
O desenvolvimento da doutrina (ou desenvolvimento do dogma) é um termo usado pelo cardeal católico e santo John Henry Newman e por outros teólogos influenciados por ele para descrever a forma como a doutrina católica se tornou cada vez mais detalhada e explícita ao longo dos séculos, enquanto que as declarações doutrinais posteriores continuem a permanecer coerentes com as afirmações anteriores.

## Teologia de Newman

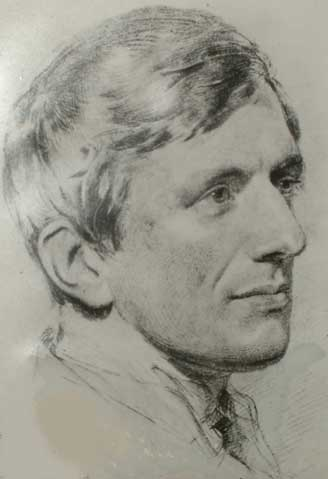
O Cardeal Newman reflectiu e estudou muito sobre o desenvolvimento da Doutrina (ou o desenvolvimento do Dogma).

O termo foi introduzido no livro Ensaio sobre o Desenvolvimento da Doutrina Cristã, escrita por Newman em 1845. Neste livro, Newman usou a ideia do desenvolvimento da doutrina para defender a doutrina católica de ataques e críticas feitas por alguns anglicanos e protestantes, que achavam que alguns elementos da doutrina católica eram corrupções ou inovações contrárias aos ensinamentos de Jesus Cristo. Ele baseou-se num extenso estudo dos Padres da Igreja na elaboração da sua teoria de que a ideia do desenvolvimento da doutrina já estava implicitamente presente na Bíblia e na Tradição católica, desde os primórdios da Igreja cristã. Famosa é a sua declaração de pesquisa sobre as origens da doutrina católica:

Confiando então no poder do cristianismo para resistir à infecção do mal, e para transmutar os próprios instrumentos e acessórios da demonolatria para um uso evangélico, e sentindo também que estas práticas tinham origem em revelações primitivas e no instinto da natureza, ainda que estivessem corrompidas; e que tinham que inventar o que precisavam, se não usassem o que acharem; e que, além disso, possuíam os próprios arquétipos, dos quais o paganismo tentou as sombras; os líderes da Igreja, desde os tempos primitivos, estavam preparados, se surgisse a ocasião, para adotar, ou imitar, ou sancionar os existentes ritos e costumes da população, bem como a filosofia da classe instruída. [...] Constantino, com o fim de recomendar a nova religião [católica romana] aos pagãos, transferiu para ela os ornamentos externos aos quais eles estavam acostumados. [...] O emprego de templos, e estes dedicados a certos santos, e enfeitados em ocasiões com ramos de árvores; incenso, lâmpadas e velas; promessas para cura de doenças; água benta; asilos; dias santos e estações, uso de calendários, procissões, bênçãos dos campos, vestimentas sacerdotais, a tonsura, o anel nos casamentos, o virar-se para o Oriente, imagens numa data ulterior, talvez o cantochão e o Kyrie Eleison, são todos de origem pagã e santificados pela sua adoção na Igreja.— Ensaio sobre o Desenvolvimento da Doutrina Cristã; págs. 371-373, edição de 1878.
No volume 2 do livro Essays Critical and Historical, o cardeal John Henry Newman expôs mais uma vez a sua tese sobre a origem de muitos ensinamentos cristãos, dizendo:

O fenómeno, admitido por todos os lados, é o seguinte: — Que grande parte do que em geral é recebido como verdade cristã, são encontrados os seus rudimentos ou as suas partes separadas nas filosofias e religiões pagãs. Por exemplo, a doutrina duma Trindade é encontrada tanto no Oriente como no Ocidente; assim como a cerimónia da ablução; assim como o rito do sacrifício. A doutrina do Verbo Divino é platónica; a doutrina da Encarnação é indiana; a de um reino divino é judaica; a de Anjos e demónios é dos magos; a ligação do pecado com o corpo é gnóstica, o celibato é conhecido pelos monges budistas; a ordem sacerdotal é egípcia; a ideia de um novo nascimento é chinês e eleusino; a crença na virtude sacramental é de Pitágoras; e a honra aos mortos é politeísta. Tal é a natureza geral do fato antes de nós; o Sr. Milman argumenta a partir dele, - "Essas coisas existem no paganismo, portanto não são cristãs:" nós, pelo contrário, preferimos dizer: "estas coisas existem no cristianismo, portanto não são pagãs." Ou seja, nós preferimos dizer, e nós pensamos que a Escritura dá-nos em dizer, que desde o início, o Governador Moral do mundo espalhou as sementes da verdade em toda a parte; que estas criaram raízes de diversas formas, e crescido como na selva, plantas selvagens mas na verdade vivendo; e portanto que, tal como os animais inferiores têm um princípio imaterial neles, contudo não têm almas, assim as filosofias e religiões dos homens têm a sua vida em certas ideias verdadeiras, embora elas não são diretamente divinas. Qual o homem no meio da criação bruta, tal é a Igreja entre as escolas do mundo, e como Adão deu nome aos animais sobre ele, assim a Igreja primitiva olhou em volta sobre a terra, observando e visitando as doutrinas que ela encontrou lá. [...] Onde quer que fosse, com problemas ou em triunfo, ainda assim ela [a Igreja] era um espírito vivo, a mente e a voz do Altíssimo; "sentado no meio dos doutores, ouvindo-os e interrogando-os"; reivindicando para si o que eles disseram justamente, corrigindo seus erros, [...] expandindo suas conjeturas e, assim, gradualmente, por meio deles, ampliando o alcance e refinamento do senso de seu próprio ensino. [...] Até que ponto, na verdade, este processo tem ido, é uma questão de história; e nós acreditamos que até agora tem sido grosseiramente exagerado e mal representado por aqueles que, como o Sr. Milman, têm pensado que a sua existência é contra a doutrina católica. [...] Nós não estamos aflitos por nos ter contado que a doutrina da hoste angélica veio da Babilónia, enquanto que nós sabemos que eles cantaram mesmo no Natal; nem que a visão de um Mediador está em Fílon, se deveras Ele morreu por nós no Calvário. [...] Dizemos que ela [a doutrina católica] nunca pode estar corrompida. Consideramos que uma promessa divina mantém a Igreja Católica da corrupção doutrinária.— Essays Critical and Historical, volume 2: Milman's view of Christianity; págs. 231-234
O cardeal Newman argumentou também que várias doutrinas católicas rejeitadas pelos protestantes (tais como a hiperdulia ou o purgatório) tinham uma história de desenvolvimento análoga às doutrinas que foram aceites pelos protestantes (tais como a Santíssima Trindade ou a união hipostática de Cristo). Este desenvolvimento foi, em sua opinião, as consequências naturais e benéficas do estudo e reflexão da razão humana sobre a Revelação divina, que é imutável. Ele defendia que este estudo teológico levaria a Igreja Católica a aperceber progressivamente de certas realidades reveladas que antes não tinha compreendido explícita e totalmente.

## Posição oficial da Igreja Católica
O Magistério da Igreja Católica ensina que, "apesar de a Revelação já estar completa, ainda não está plenamente explicitada. E está reservado à fé cristã apreender gradualmente todo o seu alcance, no decorrer dos séculos".  Isto quer dizer que a Igreja Católica aceita e subscreve a tese de Newman sobre o desenvolvimento da doutrina. Por isso, ela admite a clarificação e o desenvolvimento progressivo da sua doutrina, bem como os costumes e a expressão da fé dos seus fiéis, ao longo dos séculos. Mas, nunca se deve confundir a interpretação gradual da Revelação (que resulta depois na formulação e no desenvolvimento doutrinal) e a matéria da própria Revelação divina (ou depósito de fé), que é inalterável e imutável. Por outras palavras, o Magistério da Igreja, ao meditar e estudar a Revelação imutável, aperceberá progressivamente de certas realidades que antes não tinha compreendido explicitamente.
Este entendimento progressivo, que não adiciona nada à Revelação em si, é designado por "crescimento na inteligência da fé". Este crescimento fez-se à custa do estudo de inúmeros teólogos, Pais e Doutores da Igreja, bispos e Papas, algumas vezes reunidas em concílios ecuménicos, sempre sob a orientação e assistência do Magistério da Igreja e da "graça do Espírito Santo". Fazendo isto, esta pessoa divina purifica gradualmente a Igreja, levando-a a conhecer mais profunda e correctamente as variadas facetas e realidades da Tradição.
Também por outras palavras, o facto de a única revelação de Deus destinada a todos os povos ter ficado concluída com Cristo e o testemunho que d'Ele nos dão os livros do Novo Testamento vincula a Igreja com o acontecimento único que é a história sagrada e a palavra da Bíblia, que garante e interpreta tal acontecimento, isto não significa que agora a Igreja pode apenas olhar para o passado, ficando assim condenada a uma estéril repetição. Eis o que diz o Catecismo da Igreja Católica: «No entanto, apesar de a Revelação ter acabado, não quer dizer que esteja completamente explicitada. E está reservado à fé cristã apreender gradualmente todo o seu alcance no decorrer dos séculos».
Esta relação entre o vínculo com a unicidade do acontecimento de Revelação completada em Cristo e o progresso na sua compreensão está optimamente ilustrada nos discursos de despedida de Jesus, quando Ele declara aos discípulos: «Ainda tenho muitas coisas para vos dizer, mas não as podeis suportar agora. Quando vier o Espírito da Verdade, Ele guiar-vos-á para a verdade total, porque não falará de Si mesmo (...) Ele glorificar-Me-á, porque há-de receber do que é meu, para vo-lo anunciar». Por um lado, o Espírito Santo serve de guia, desvendando assim um conhecimento cuja densidade não se podia alcançar antes porque faltava o pressuposto, ou seja, o da amplidão e profundidade da fé cristã, e que é tal que não estará concluída jamais. Por outro lado, esse acto de guiar é «receber» do tesouro do próprio Jesus Cristo, cuja profundidade inexaurível se manifesta nesta condução por obra do Espírito Santo. A propósito disto, o Catecismo cita uma densa frase do Papa Gregório Magno: «As palavras divinas crescem com quem as lê».
O Concílio Vaticano II indica três caminhos essenciais, através dos quais o Espírito Santo efectua a sua guia da Igreja e, consequentemente, o «crescimento da Palavra» (ou "crescimento na inteligência da fé"): realiza-se por meio da meditação e estudo dos fiéis, por meio da íntima inteligência que experimentam das coisas espirituais e por meio da pregação daqueles «que, com a sucessão do episcopado, receberam o carisma da verdade».
O processo do desenvolvimento doutrinal, que tem que ser sempre contínuo e fiel à Tradição católica, implica a formulação (e não a criação) gradual e infalível de dogmas, que, uma vez proclamados, são imutáveis e eternas.  Mas, "a definição dos dogmas ao longo da história da Igreja não quer dizer que tais verdades só tardiamente tenham sido reveladas, mas que se tornaram mais claras e úteis para a Igreja na sua progressão na fé". Uma vez proclamado solenemente, "nenhum dogma pode ser negado, nem mesmo pelo Papa ou por decisão conciliar".

### Papa Bento XVI
O Papa Bento XVI considerou que a doutrina de Newman sobre o desenvolvimento do dogma foi, "com a doutrina sobre a consciência, o seu contributo decisivo para a renovação da teologia. Com isto ele pôs nas nossas mãos a chave para inserir na teologia um pensamento histórico, ou melhor: ele ensinou-nos a pensar historicamente a teologia, e precisamente desta forma, a reconhecer a identidade da fé em todas as mutações". 
O Papa defendeu também que "a concepção de Newman sobre a ideia do desenvolvimento marcou o seu caminho rumo ao catolicismo. Contudo não se trata apenas de um desenvolvimento coerente de ideias. No conceito de desenvolvimento está em jogo a própria vida pessoal de Newman, [...] a própria experiência pessoal de uma conversão jamais concluída, e assim ofereceu-nos a interpretação não só do caminho da doutrina cristã, mas também da vida cristã". Continuando com o paralelismo entre o desenvolvimento da doutrina e a conversão de Newman, o Papa salientou também que Newman "foi ao longo de toda a sua vida uma pessoa que se converteu, que se transformou, e desta forma permaneceu sempre ele mesmo, e tornou-se sempre mais ele mesmo." 

## Desenvolvimento da doutrina vs evolução dos dogmas
Também no século XIX e inícios do século XX, houve teólogos que fizeram uma compreensão mais radical, mas distorcida, do desenvolvimento da doutrina, que é conhecida como a evolução dos dogmas. Este ponto de vista radical, misturado com várias correntes filosóficas da altura (ex: vitalismo, imanentismo, cientificismo e historicismo), esteve no centro da controvérsia modernista, durante o pontificado de São Pio X. A "evolução dos dogmas" acabou por ser condenada e considerada herética na encíclica Pascendi Dominici Gregis (1907), escrita pelo Papa Pio X. Embora os intelectuais modernistas, tais como George Tyrrell e Alfred Loisy, defendiam algumas vezes a influência das ideias de Newman sobre o seu pensamento, o seu objetivo principal não era compreender as antigas raízes da doutrina católica nem estudar a compatibilidade de todas as declarações doutrinais (quer as do passado quer as do presente), mas sim era fazer evoluir a doutrina católica de acordo com as suas próprias ideias mutáveis, conforme o espírito liberal e relativista dos tempos. Por isso, o modernismo foi considerado pelo Papa Pio X como a "síntese de todas as heresias".